# Donai
Cet article possède un paronyme, voir Donnaï.
Donai est une freguesia portugaise du concelho de Bragance, avec une superficie de 15,07 km2 pour une densité de population de 29,6 hab/km2 446 habitants en 2011.